# Келнска катедрала
Келнска катедрала, службено Катедрала Светог Петра је римокатоличка црква у Келну, која је уједно катедрала Келнске надбискупије. Свеци заштитници ове катедрале су Симон Петар и Богородица. То је чувени споменик немачког католицизма и готске архитектуре и декларисана је местом светског наслеђа 1996. године. Она је најпосећенији оријентир у Немачкој, који у просеку посећује 20.000 људи на дан..
Са 157,38 метара висине, Келнска катедрала је после Катедрале у Улму, друга по висини катедрала у Европи, и трећа на свету. По површини је трећа готичка катедрала Европе (после катедрала у Севиљи и Милану). Налази се на око 250 m од Рајне.
Пример је изузетне хармоније постигнуте у средњовековно-готичкој архитектури. Пројектована је у облику латинског крста. Њена градња је почела 1248, а трајала је са прекидима до 1880. Дуга је 144,5 m, широка 86,5, док су јој торњеви високи 157 m.
У катедрали се чувају мошти Света три мудраца, које су у Келн стигле 1164. Оне се налазе у златном саркофагу из 13. века. Ту је и позлаћени крст надбискупа Гера из око 960, и Миланска Мадона, дрвена скулптура из око 1290. Олтарске слике је насликао Стефан Лохнер. Због тих реликвија добија је нова катедрала ранг цркве краљева, при чему се мислило на Христа, као врховног краља. Због тога је у средњем веку, надбискуп града Келна крунисао ту немачког краља из Ахена, а оба прва седишта у хору Келнског Дома била су резервисана са цареве и папе.
Грађевина чија је изградња започета 1248, напредовала је врло споро. Хор је био завршен 1320, а 1322. посвећен. До 1400. завршен је јужни звоник на два спрата. ОД XIV до XVI века сазидани су главни и бочни бродови до висине од 15 до 18 m. На томе је остало све до IX века. За богослужење коришћен је само хор.
Келнска катедрала има дванаест звона, од којих су четири из Средњег века. Најстарије звоно је „Звоно три краља“ (Dreikönigenglocke), тешко 3,8 тона, изливено 1418, постављено 1437, и поново изливено 1880. Друга два стара звона су постављена 1448. (10,5 тона и 5,6 тона).
Дуго је изгледало да се не мисли на довршавање радова. «Постепено се губио сваки смисао и разумевање средњовековног начина грађења», каже се у спису из 1880. поводом завршетка Дома. «Да су сама црква, велелепни звоници и остали делови грађевине били потпуно изграђени, не би Европа имала да покаже ништа више што би се могло супротставити светским чудима старог света», писао је један посматрач још 1600. Није се радило само о новцу, већ и о промени схватања: «Када је готика пала као жртва новог духа времена, прихваћени су и у Келну као погоднији рококо и перика».
Одлучујућа иницијатива потекла је од С. Боасереа који је заинтересовао и Гетеа. У годинама од 1843. до 1880. придодати су гигантској грађевини нови делови «у старом духу». Ти нови делови су нераздвојно везани са старим, само пластика није достигла зрелост и изражајну снагу оне из средњег века. Ускоро је Катедрала постала симбол немачког угледа. Али њено дубље значење лежи ипак на другом подручју. Дематеријализација камена и светла (кроз обојеност стакла на прозорима) даје грађевини својство једне небеске катердрале која и поред своје монументалности делује као да нема тежину.
О уметничком благу Дома написане су многе књиге. Треба поменути да је Распеће, које је настало око 970. године, најстарија сачувана пластична представа разапетог Христа. Међународну славу достигао је ковчег Три краља, највеће дело златарске вештине на свету, које је започео Николаус фон Фердун 1181, а завршили су га мајстори из Келна око 1220. Најзначајнијим вајарским делима Немачке раног XIV века, сматрају се Апостоли на преградама хора. Не мање вредни су и средњовековни прозори и блистава дела ризнице. Највеће дело келнске сликарске школе XV века је Триптих Дома од Стефана Лохнера.
Келн је сравњен у савезничком бомбардовању у Другом светском рату, али се катедрала одржала, иако оштећена. Срушени су сводови главног брода и северни делови бочних бродова. Једанаест година седамдесет људи је радило на отклањању штете. Оштећења су поправљена после рата, али она и данас захтева сталне поправке и одржавање. Године 2007. у њој је постављено 113 m² витража. Од 1996. Келнска катедрала је на УНЕСКО листи Светске баштине. То је најпосећенија туристичка атракција Немачке коју је 2004. посетило 6 милиона туриста.

## Одлике
Келнска катедрала је значајно ходочасничко одредиште, али и пригодна туристичка атракција која привлачи велики број посетилаца годишње. Отворена је сваког дана од 6 сати изјутра до 7:30 увече, а улаз је слободан, осим за успон торњем и за ризницу. Посетиоци се могу попети спиралним степеништем са 509 степенице до видиковца на платформи која се налази на висини од 98 m.
| Спољашња дужина                          | 144,58 m   |
| Спољашња висина                          | 86,25 m    |
| Ширина западне фасаде                    | 61,54 m    |
| Ширина трансепта фасаде                  | 39,95 m    |
| Ширина главног брода (с оба бочна брода) | 45,19 m    |
| Висина јужног торња                      | 157,31 m   |
| Висина северног торња                    | 157,38 m   |
| Висина трансепта фасаде                  | 69,95 m    |
| Висина руба крова                        | 61,10 m    |
| Висина унутрашњег свода                  | 43,35 m    |
| Површина грађевине                       | 7.914 m²   |
| Површина под стаклима                    | 10.000 m²  |
| Površina krova                           | 12.000 m²  |
| Укупна запремина без контрафора          | 407.000 m³ |

Архитектура Келнске катедрале је заснована на оној у Амјену, посебно по тлоцрту, стилу и ширини средишњег брода у односу на њену висину. Тлоцрт је уписаног латинског крста, што је уобичајено за готске катедрале. Има два бочна брода са обе стране главног брода, чиме је подупрт један од највиших готских крсних сводова, скоро висине катедрале у Бовеу, која је већином порушена. Споља је терет спољашње опне подупрт контрафорима у француском стилу, а источни крај има јединствен деамбулаторијум чији се проход растаче у апсиду са седам радијалних капела.
Изван, а посебно из велике удаљености, катедралом доминирају њени високи торњеви који имају особен немачки стил попут торњева на катедралама у Улму, Бечу и Регенсбургу.